# Armando (football)
Pour les articles homonymes, voir Armando (homonymie) et Álvarez.
Armando Álvarez Álvarez, plus communément appelé Armando, né le 18 juillet 1970 à Colmar (France), est un footballeur international espagnol qui évolue au poste de latéral droit.

## Biographie

### En club
Natif de Colmar en France, Armando rejoint l'Espagne et la ville de León à l'âge de 7 ans.
Armando évolue tout d'abord avec les équipes de jeunes du Real Oviedo, club avec lequel il fait ses débuts comme footballeur professionnel.
Il joue en première division avec le Real Oviedo de 1991 à 1996. Il rejoint ensuite le Deportivo La Corogne, club où il reste trois saisons. Avec le Deportivo, il se classe troisième du championnat d'Espagne en 1997, et joue deux matchs en Coupe de l'UEFA lors de la saison suivante.
En 1999, il signe au RCD Majorque. Avec cette équipe, il dispute 7 matchs en Coupe de l'UEFA lors de la saison 1999-2000. Il termine sa carrière à l'Atlético Madrid, club où il joue de 2001 à 2003.
Son bilan dans les championnats espagnols (Primera División, Segunda División et Segunda División B) est de 367 matchs joués, pour 16 buts marqués.

### En sélection nationale
Armando compte deux sélections en équipe d'Espagne, les deux étant des rencontres qualificatives pour la Coupe du monde 1998 disputées et remportées par l'Espagne contre Malte. Il dispute la première rencontre en étant remplaçant au coup d'envoi, puis en étant titulaire au match retour.
Il est également présélectionné pour participer aux Jeux olympiques de Barcelone mais ne figure pas dans la sélection finale qui remporte la médaille d'or durant ces Jeux.

## Palmarès
- Champion d'Espagne de D2 en 2002 avec l'Atlético Madrid